# Frogmore Cottage
Ne doit pas être confondu avec Frogmore House.
Frogmore Cottage est une maison classée au grade II dans le parc de Frogmore House construit en 1801 sous l'ordre de la reine Charlotte sur le domaine de Frogmore, dans le parc Home Park, à Windsor dans le Berkshire en Angleterre. Frogmore Cottage est l'une des résidences du Crown Estate.

## Résidents royaux
Frogmore Cottage est la résidence officielle de 2019 à 2020 du prince Harry, duc de Sussex, de sa femme Meghan Markle et de leur fils, Archie. Depuis leur départ pour les États-Unis, le contrat est renouvelé chaque année par le duc et la duchesse pour y séjourner lorsqu'ils sont en Angleterre. En mars 2023, le porte-parole du couple a annoncé que le prince et son épouse « avaient été priés » de quitter le cottage.
De l’automne 2020 au printemps 2022, elle est celle de la princesse Eugenie, de son époux et de leur fils. Le couple vit ensuite entre le Portugal et Londres.